# Journal of Logic and Computation
Journal of Logic and Computation est une revue scientifique à évaluation par les pairs spécialisée dans la publication d'articles en logique mathématique et en informatique théorique et ses domaines connexes. La revue a été créée en 1990 ; elle est publiée par Oxford University Press sous licence de Dov Gabbay, propriétaire du journal.

## Description
Le Journal of Logic and Computation publie des articles sur les systèmes logiques, tels que la logique classique et non classique, la logique constructive, la logique catégorique, la logique modale, la théorie des types, les mathématiques réalisables, ainsi que la programmation logique, les systèmes basés sur la connaissance et le raisonnement automatisé, la représentation de la connaissance, le raisonnement non monotone, la logique et sémantique de la programmation ; spécification et vérification des programmes et des systèmes et les  applications de la logique dans le matériel informatique, le langage naturel, le calcul simultané, la planification et les bases de données. 
Le journal paraît sur la base d'un volume annuel composé de 6 numéros bimestriels. Des numéros spéciaux peuvent s'ajouter, contenant les actes  de conférences ou de workshops.

## Indexation
Les articles du journal sont résumés et indexés par les bases de données usuelles de Oxford University Press, et notamment Current Contents,
Journal Citation Reports,
Mathematical Reviews,
Science Citation Index,
Scopus, DBLP et Zentralblatt MATH. 
D'après  SCImago Journal Rank le facteur d'impact est 0,79 en 2019. Le journal se classe dans le premier quartile de la catégorie Arts and Humanities. Sur la page de la revue, le facteur d'impact est 0,803.